# Adoretus scutellaris
Adoretus scutellaris är en skalbaggsart som beskrevs av Blanchard 1851. Adoretus scutellaris ingår i släktet Adoretus och familjen Rutelidae. Inga underarter finns listade i Catalogue of Life.